# Revelations (The X-Files)
«Revelations» es el undécimo episodio de la tercera temporada de la serie de televisión de ciencia ficción The X-Files. Se estrenó en la cadena Fox el 15 de diciembre de 1995. Fue escrito por Kim Newton y dirigido por David Nutter. El episodio es una historia del «monstruo de la semana», desconectada de la mitología más amplia de la serie. «Revelations» obtuvo una calificación Nielsen de 10, siendo vista por 15,25 millones de personas en su emisión inicial. El episodio recibió críticas mixtas a positivas.
El programa se centra en los agentes especiales del FBI Fox Mulder (David Duchovny) y Dana Scully (Gillian Anderson) que trabajan en casos relacionados con lo paranormal, llamados expedientes X. Mulder cree en lo paranormal, mientras que a la escéptica Scully se le ha asignado la tarea de desacreditar su trabajo. En este episodio, Mulder y Scully investigan un caso en el que se asesinan a falsos estigmatizados. Cuando un niño muestra signos de ser un verdadero estigmatizado, Mulder y Scully intentan protegerlo, temiendo que sea la última víctima.
«Revelations» se convirtió en un hito menor en la historia de la serie con la exploración de la fe de Scully como católica. Durante el resto de la serie, su fe católica sirvió como piedra angular, aunque a veces es una contradicción con su rígido escepticismo de lo paranormal. Además, mientras Mulder suele ser el creyente y Scully suele ser el escéptico, «Revelations» presenta una inversión de roles con Scully convirtiéndose en creyente y Mulder convirtiéndose en escéptico, un movimiento que Duchovny llamó «un refrescante cambio de ritmo».

## Argumento
Un ministro llamado Reverendo Patrick Findley (R. Lee Ermey) en Waynesburg, Pensilvania, finge heridas estigmáticas en sus manos durante un sermón. Posteriormente, el reverendo Findley recibe la visita de un hombre de pelo blanco llamado Simon Gates (Kenneth Welsh), que lo estrangula, con las manos humeantes mientras lo hace. Los agentes Fox Mulder (David Duchovny) y Dana Scully (Gillian Anderson) investigan el caso. Mulder dice que el sacerdote fue el undécimo falso estigmático que ha sido asesinado durante los últimos tres años en una serie de asesinatos internacionales. Mientras tanto, en una escuela primaria en Loveland, Ohio, un niño, Kevin Kryder, comienza a sangrar de las palmas de sus manos. Los agentes llegan y se reúnen con un trabajador social, quien afirma que Kevin ha sufrido lesiones antes y que su padre fue internado, y agregó que Kevin estaba en peligro por las fuerzas del mal. Los agentes visitan al padre de Kevin, quien afirma que su hijo es el elegido y que las fuerzas del mal vendrán a matarlo como parte de una gran guerra «entre el bien y el mal».
Kevin es secuestrado por un hombre calvo de aspecto extraño. La madre de Kevin reconoce la descripción del hombre como la de Owen Jarvis (Michael Berryman), quien había trabajado en el jardín para la familia en el pasado. Owen afirma ser el ángel de la guarda de Kevin. Cuando llegan los agentes, Kevin desaparece misteriosamente. Owen afirma que Dios le pidió que protegiera a Kevin y critica a Scully porque su fe no es tan fuerte como la de él. Owen salta por la ventana y escapa. Kevin llega a su casa y es perseguido por Gates, quien mata a Owen cuando llega para proteger a Kevin. Scully realiza una autopsia y descubre que el cadáver de Owen no se está pudriendo, lo que le recuerda a los «incorruptibles» de los que se enteró en el Catecismo. Mulder le dice a Scully que no permita que su fe empañe su juicio. Scully descubre que las huellas de las manos en el cuello de Owen pertenecen a Simon Gates, un ejecutivo rico y poderoso.
Kevin viaja con su madre en un automóvil que se descompone. Gates llega ofreciendo ayudar a arreglar el auto, y Kevin, que aparece en dos lugares a la vez, puede distraerlo y ayudarlos a escapar. Sin embargo, la madre de Kevin, que se desmaya después de ser lastimada por Gates, mete el auto en una zanja y muere como resultado. Scully le dice a Kevin que lo protegerá. Lo llevan a un hotel donde Scully nota una herida adicional en el costado de Kevin. Scully se enoja porque Mulder ni siquiera considerará que un milagro es posible. Mientras hablan, Gates irrumpe en el baño y secuestra a Kevin haciendo palanca en una abertura de la ventana con barrotes. Scully regresa para ver al padre de Kevin, pero lo encuentra muy drogado.
Scully teoriza que Gates llevó a Kevin a una planta de reciclaje que posee en Jerusalem, Ohio. Mulder cree que se dirigió al aeropuerto, ya que se informó que un hombre que coincidía con la descripción de Gates se dirigía allí. Mulder cree que Scully cree que ha sido elegida para proteger a Kevin. Scully llega a la planta de reciclaje donde Gates le dice a Kevin que debe morir para que llegue la «Nueva Era». Gates intenta saltar a una trituradora de papel con Kevin, pero Kevin se agarra del costado cuando Gates cae en la trituradora y muere. Scully puede llevar a Kevin a un lugar seguro. Dos días después, Scully y Kevin se despiden; Kevin le dice a Scully que la volverá a ver.
Scully se confiesa por primera vez en seis años y admite que fue criada como católica pero que desde entonces se ha alejado de la Iglesia. Ella admite estar inquieta por las cosas que ha presenciado, y aún más inquieta por el hecho de que Mulder, generalmente el más crédulo de los dos, no las ha visto. El sacerdote le advierte «A veces debemos cerrar el círculo para encontrar la verdad» (inconscientemente haciéndose eco del símbolo de reciclaje que Scully ha visto varias veces antes en el episodio) y le pregunta si está empezando a dudar de su propio juicio. Scully dice que sobre todo le da miedo: que si los milagros realmente ocurren, eso significa que «Dios está hablando... pero nadie está escuchando».

## Producción

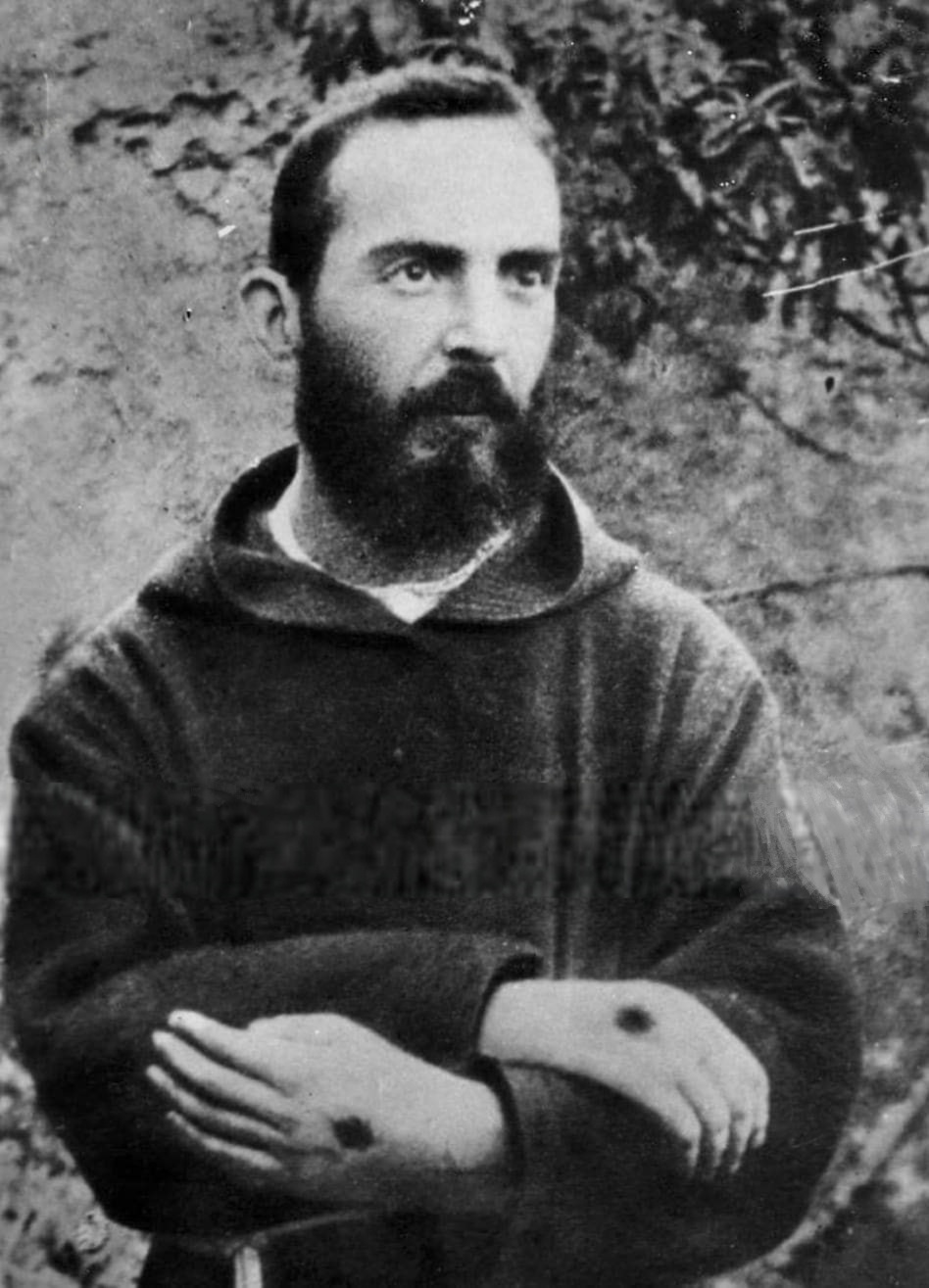
La presencia de los estigmas en el episodio fue inspirada por el Padre Pío.

«Revelations» fue escrito por Kim Newton y dirigido por David Nutter, por lo que es su último episodio de The X-Files. Nutter decidió que, después del episodio, deseaba perseguir cosas diferentes y que la serie estaba en excelentes manos con sus compañeros directores Rob Bowman y Kim Manners. El actor Kenneth Welsh aparece en el episodio como el demoníaco Simon Gates. Welsh había aparecido anteriormente con Duchovny en el drama serial Twin Peaks de 1990, aclamado por la crítica.
El episodio presenta una inversión de roles con Dana Scully la creyente y Fox Mulder el escéptico, lo que David Duchovny llamó «un refrescante cambio de ritmo». Nutter creía que al examinar la fe, los creadores del programa explorarían los matices y las aparentes contradicciones de Scully y su cosmovisión. El episodio fue el primero en discutir la fe de Scully en profundidad. El creador de la serie, Chris Carter, enfatizó más tarde que el tema del episodio era más sobre creencias personales que sobre religión organizada, y señaló que «[El episodio] trata de la fe, no de la religión con “R” mayúscula o el catolicismo con “C” mayúscula». Los productores de la serie fueron cautelosos a la hora de presentar un episodio abiertamente religioso de la serie por temor a «enojar a ciertas personas», pero, según Carter, el programa «lo manejó de tal manera que se trataba de una creencia milagrosa o falta de fe».
Según el coproductor Paul Rabwin, el episodio se había reescrito varias veces, incluso mientras el episodio estaba en producción. Los productores sintieron que era difícil «vender el concepto de magia religiosa» (por ejemplo, presentando la bilocación). El episodio pasó por un proceso de edición detallado, que incluyó ajustes adicionales al guion. Estos cambios requirieron que el actor Kevin Zegers volara de regreso a Vancouver y filmara nuevas grabaciones y escenas adicionales. Los productores afirmaron estar asombrados por la forma en que resultó el episodio después de que se hizo todo el trabajo adicional. Varias de las escenas fueron modificadas o cortadas durante la postproducción, como la escena con el sacerdote; los productores no estaban contentos con la voz del actor, por lo que grabaron una voz en off y la mezclaron durante la postproducción. Una escena con el padre de Kevin hablando en lenguas, además de citar la famosa línea «Klaatu barada nikto» de El día que la tierra se detuvo (1951), se cortó en la edición final del episodio.

## Recepción

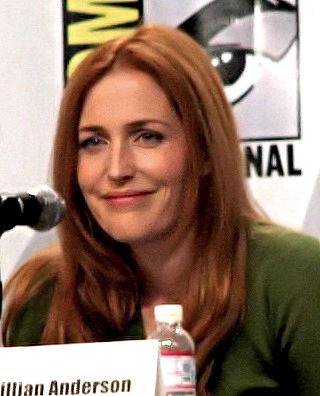
Muchos críticos escribieron positivamente sobre la actuación de Gillian Anderson en el episodio.

«Revelations» se estrenó en la cadena Fox el 15 de diciembre de 1995. Este episodio obtuvo una calificación Nielsen de 10, con una participación de 17, lo que significa que aproximadamente el 10 por ciento de todos los hogares equipados con televisión, y el 17 por ciento de los hogares que ven televisión, sintonizaron el episodio. Esto totalizó 15,25 millones de espectadores.
La recepción crítica del episodio fue moderadamente positiva. Zack Handlen de The A.V. Club le dio al episodio una B+ y escribió positivamente sobre la interpretación de Scully, señalando «Realmente, esto funciona mejor como un episodio de Scully. Prefiero la versión del personaje de Darin Morgan [...], pero dudo que esa versión pueda apoyar un episodio completo sobre Dios de la misma manera que Scully lo hace más inquisitivo y perdido». Sin embargo, Handlen criticó algunos de los aspectos religiosos del episodio, y señaló que «Si hay un Dios cristiano en el universo de The X-Files, ¿No triunfa eso sobre todo lo demás en lo que Mulder y Scully han dedicado su tiempo?... Hay demasiadas implicaciones aquí para que el programa las apoye, y aunque no destruye el episodio, lo hace difícil para que lo respalde tan plenamente como me gustaría». John Keegan de Critical Myth le dio al episodio una calificación de 7 sobre 10, y señaló «En general, este episodio destaca a Scully y su fe, y en el proceso, maneja para presagiar muchos de los desarrollos futuros de la trama de la serie y su personaje. La guerra espiritual en la base de la mitología de la serie se refleja en una situación que habla directamente de Scully y su educación, y aunque algunas de las metáforas religiosas son torpes, funciona bastante bien». Entertainment Weekly le dio al episodio una B+ y escribió positivamente de la «inventiva» del episodio, que «deriva de su elección de la paranormalidad más común de todas: el cristianismo». La revisión también escribió positivamente sobre la inversión de roles de Mulder-Scully, llamando al cambio «siempre bienvenido». Paula Vitaris de Cinefantastique le dio al episodio una reseña moderadamente positiva y le otorgó dos estrellas y media de cuatro. Ella señaló que «la búsqueda de Scully para reconciliar sus creencias religiosas y su formación científica lo convierte en un drama poderoso, y Gillian Anderson está a la altura del desafío». Vitaris, sin embargo, criticó elementos de la trama, sobre todo la «cualidad de anti-santo de Kevin» y la falta de emoción de Kevin después de la muerte de su madre. Además, llamó al final «un verdadero desastre». No todas las críticas fueron positivas. Robert Shearman y Lars Pearson, en su libro Wanting to Believe: A Critical Guide to The X-Files, Millennium & The Lone Gunmen, calificaron el episodio con dos estrellas de cinco, y lo llamaron un «episodio peculiarmente incruento». Los dos escribieron que muchos de los rasgos que poseía Kevin solo eran útiles en ciertas escenas aisladas, como la capacidad de bilocación. Shearman y Pearson concluyeron que el programa debería «tomar un tema serio por todos los medios, pero luego tomar el tema en serio».
El director David Nutter estaba satisfecho con el producto terminado. Estaba muy contento con la actuación de Anderson, diciendo que tuvo una actuación brillante, particularmente en la escena final. También dijo: «realmente me encanta trabajar con Gillian. Ella tiene una gran habilidad para emocionar y dar desde adentro».
El actor Michael Berryman ha dicho que este era su papel favorito en su carrera  y lo acredita por revertir el encasillamiento que siempre lo puso en el papel del monstruo.